# John Atta-Mills
John Atta-Mills (ur. 21 lipca 1944 w Tarkwa, Region Zachodni, zm. 24 lipca 2012 w Akrze) – ghański polityk, wiceprezydent Ghany w latach 1997–2001. Lider Narodowego Kongresu Demokratycznego (NDC, National Democratic Congress). Kandydat w wyborach prezydenckich w 2000, 2004, 2008. Prezydent Ghany od 7 stycznia 2009 do śmierci. Należał do kościoła metodystycznego.

## Edukacja i kariera zawodowa
John Atta-Mills urodził się w 1944 w Tarkwie w Regionie Zachodnim. Dorastał jednak na wybrzeżu Regionu Centralnego. W 1963 ukończył szkołę średnią Achimota Secondary School.
W 1967 ukończył prawo na Uniwersytet Ghany w Legon w pobliżu Akry. W wieku 27 lat uzyskał doktorat w School of Oriental and African Studies na Uniwersytecie Londyńskim. W 1971 był stypendystą Programu Fulbrighta w Stanford Law School w Stanach Zjednoczonych.
Po zakończeniu studiów przez 20 lat wykładał na różnych uczelniach w kraju i za granicą. Był wykładowcą prawa na Uniwersytecie Ghany, na którym w 1992 uzyskał tytuł profesora prawa. Wykładał również w Temple Law School w Filadelfii (1978–1979, 1986–1987) oraz na Uniwersytecie w Lejdzie w Holandii (1985–1986). W latach 1988–1996 zajmował stanowisko komisarza służby podatkowej.
W czasie swojej pracy naukowej wydał dziesiątki publikacji na temat systemu i prawa podatkowego. Udzielał porad prawnych i opracowywał ekspertyzy dla szeregu instytucji państwowych (Instytut Zawodowych Księgowych, Instytut Bankowy, Komisja Podatkowa). W czasie kariery zawodowej był członkiem licznych grup i instytucji finansowych, m.in. Rady Giełdy Ghany oraz Grupy Ad Hoc NZ ds. międzynarodowej współpracy w sprawach podatkowych.

## Kariera polityczna
W 1996 wspólnie z Jerrym Johnem Rawlingsem wziął udział w wyborach generalnych jako kandydat na stanowisko wiceprezydenta. Po zwycięstwie wyborczym Rawlingsa, 7 stycznia 1997 objął urząd wiceprezydenta Ghany, który zajmował do 7 stycznia 2001.
John Atta-Mills wziął udział w wyborach prezydenckich w grudniu 2000 już jako kandydat na prezydenta. Przegrał wówczas z Johnem Kufuorem z Nowej Partii Patriotycznej, uzyskując w drugiej turze wyborów 43,1% głosów poparcia. W grudniu 2004 ponownie wziął udział w walce o urząd prezydenta. Tym razem prezydent Kufuor wygrał już w pierwszej turze wyborów, zdobywając 52,5% głosów poparcia. Atta-Mills zdobył 44,6% głosów.
W 2001 został wybrany przewodniczącym Narodowego Kongresu Demokratycznego. 21 grudnia 2006 Atta-Mills został jednogłośnie wybrany kandydatem swojej partii w wyborach prezydenckich w grudniu 2008, uzyskując 81,4% głosów poparcia. Jego hasłem w czasie kampanii wyborczej był slogan „A Better Man for a Better Ghana” („Lepszy człowiek dla lepszej Ghany”).
W pierwszej turze wyborów prezydenckich 7 grudnia 2008 Atta-Mills zajął drugie miejsce z wynikiem 47,9% głosów poparcia, nieznacznie przegrywając z Naną Akufo-Addą z Nowej Partii Patriotycznej (49,1% głosów).

## Prezydent Ghany

Prezydent Atta-Mills w czasie spotkania z ambasador USA, marzec 2009

W drugiej turze wyborów prezydenckich 28 grudnia 2008, w 229 okręgach spośród wszystkich 230, zwycięstwo odniósł John Atta-Mills, zdobywając 50,13% głosów. Pokonał on Nanę Akufo-Addę różnicą 23 tysięcy głosów. Jednakże z powodu problemów z dostarczeniem kart wyborczych, głosowanie w dystrykcie Tain w regionie Brong-Ahafo zostało przesunięte na 2 stycznia 2009. Komisja Wyborcza z tego powodu odroczyła również ogłoszenie zwycięzcy. Po podliczeniu wszystkich głosów, 3 stycznia 2009 John Atta-Mills został ogłoszony zwycięzcą wyborów prezydenckich z wynikiem 50,23% głosów (różnica 40 tysięcy głosów poparcia). Prezydent elekt obiecał być „prezydentem dla wszystkich”. Podziękował wszystkim swoim rywalom za dobrą walkę wyborczą i wyraził chęć współpracy z nimi w budowaniu lepszego państwa.
7 stycznia 2009 John Atta-Mills został zaprzysiężony na stanowisku prezydenta kraju. Uroczysta ceremonia odbyła się na przystrojonym w barwy narodowe Placu Niepodległości w Akrze. Wzięło w niej udział 5 tysięcy zaproszonych gości oraz tłumy ludności stolicy. Wśród obecnych byli przedstawiciele kilkunastu krajów afrykańskich i byłych potęg kolonialnych, m.in. Laurent Gbagbo, Ellen Johnson-Sirleaf oraz Blaise Compaoré.
John Atta-Mills zmarł nagle 24 lipca 2012 w 37. Szpitalu Wojskowym w stolicy kraju Akrze, dokąd został przewieziony dzień wcześniej po pogorszeniu się jego stanu zdrowia. Według relacji współpracowników, głos prezydenta ulegał osłabieniu w ostatnich kilku miesiącach. Zdrowie Atta-Millsa było przedmiotem spekulacji w ostatnich latach jego prezydentury. Część mediów twierdziła, że mógł on chorować na nowotwór gardła, co jednak nigdy nie zostało oficjalnie i publicznie potwierdzone. Sam prezydent stwierdzał, że nic mu nie dolega. W wyborach prezydenckich w grudniu 2012 planował ubiegać się o reelekcję.
Zgodnie z konstytucją, w dniu jego śmierci nowym prezydentem kraju został zaprzysiężony wiceprezydent John Dramani Mahama, mający pełnić tę funkcję do końca przerwanej kadencji. Ogłosił on tygodniową żałobę narodową. Od 8 do 10 sierpnia 2012 ciało prezydenta spoczywało na katafalku w pałacu prezydenckim, po czym na stołecznym Placu Niepodległości odbyły się oficjalne uroczystości pogrzebowe. W pogrzebie uczestniczyło 18 przywódców afrykańskich oraz sekretarz stanu USA Hillary Clinton.